# 牙本質

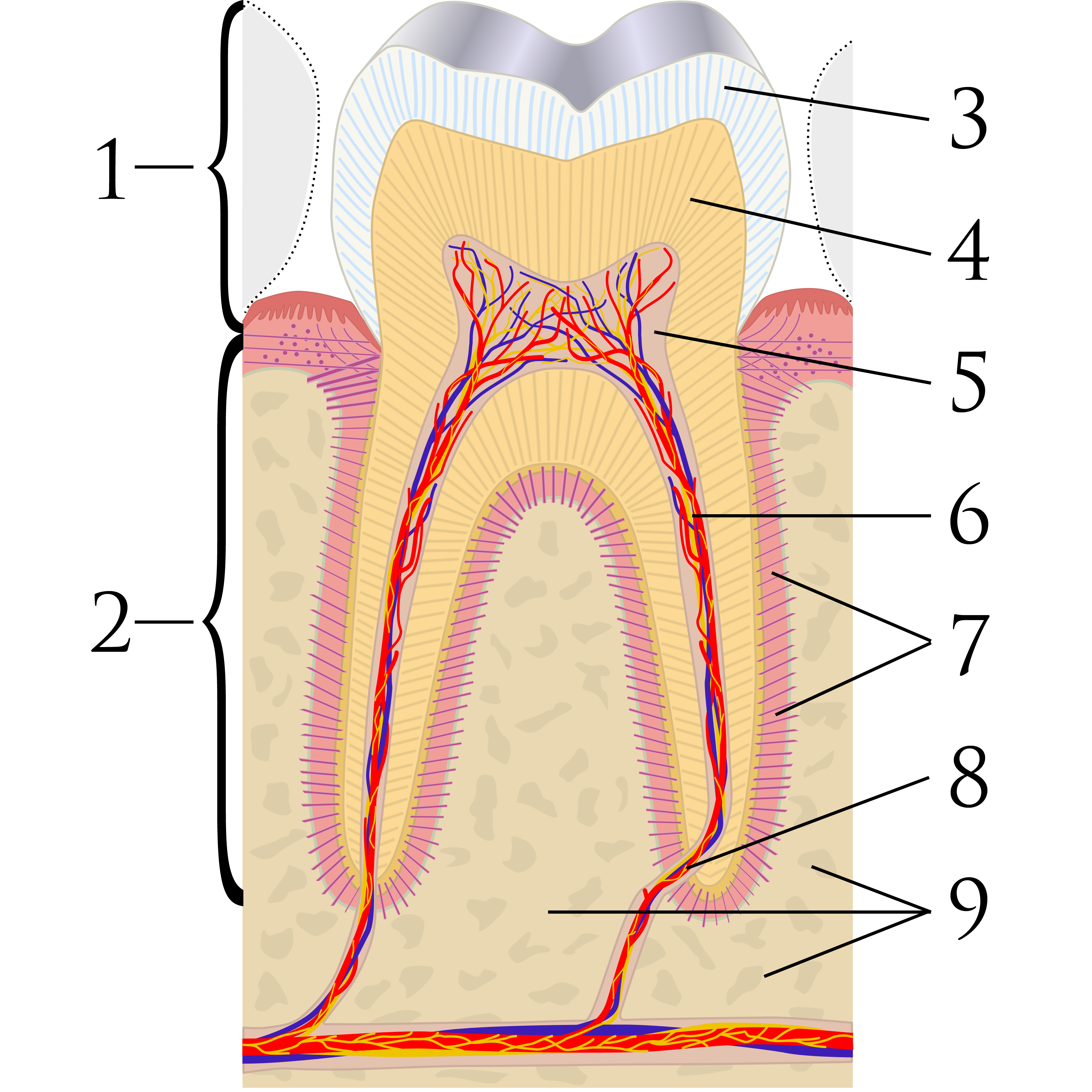
臼齿的矢状断面；1：牙冠，2：牙根，3：牙釉质，4：牙本质（齿质）和牙本质小管，5：髓室，6：血管和神经，7：牙周韧带，8：牙根尖和根尖周区，9：牙槽骨

牙本質（dentin），也稱為齒質、象牙質，是構成牙齒主體的微黃色組織，介於牙釉質與牙髓之間。牙本質的組成70％為無機物（主要為鈣和磷），20％為有機物，10％為水分。硬度低於牙釉質，高於牙骨質。
和牙釉質不同的是，它終身都會繼續不斷地生長，因此當有蛀洞產生會自行長出新的牙本質修復。
牙本质内外贯穿牙本质小管。